# Mark Herman
Mark Herman (nacido en 1954) es un director de cine y guionista inglés, popularmente conocido por escribir y dirigir la película de 2008 El niño con el pijama de rayas.

## Vida y carrera
Herman nació en Bridlington, Yorkshire del Este, Inglaterra. Fue educado en la Woodleigh School, Yorkshire del Norte y posteriormente en la Sedbergh School y Bridlington Grammar School, Bridlington. A los 27 años, entró en la industria del cine, estudió Arte en Hull Art College antes de comenzar a trabajar en animación en Leeds Polytechnic, ahora Leeds Beckett University, desde donde progresó a la Escuela Nacional de Cine y Televisión.
Allí, se alejó de la animación y pasó a escribir y dirigir. También escribió la letra de la exitosa banda de los años 80 The Christians en su primer álbum, The Christians, junto con el compositor de canciones de Yorkshire del Este Henry Priestman.
El primer proyecto de largometraje de Herman fue Blame It on the Bellboy (1992), una comedia protagonizada por Dudley Moore y Bryan Brown.
A continuación, Herman escribió y dirigió la aclamada Tocando el viento (1996), siguiendo a los miembros de una banda de música minera, que todavía lucha por sobrevivir una década después de la huelga de los mineros.
En Little Voice (1998), adaptado por Herman de la obra de Jim Cartwright The Rise and Fall of Little Voice, Jane Horrocks retoma el papel principal de una joven apresurada cuyo único escape reside en la memoria de su padre y en imitar a los cantantes que él admiraba.
Purely Belter (2000), adaptada por Herman de la novela de Jonathan Tulloch The Season Ticket, es la historia de dos adolescentes que intentan reunir suficiente dinero para conseguir un par pases de temporada para los de partidos del Newcastle United F.C.. Hope Springs (2003), es una adaptación de New Cardiff.
Su trabajo más reciente es la adaptación de El niño con el pijama de rayas. Fue producido por David Heyman y está protagonizado por David Thewlis, Vera Farmiga, Sheila Hancock y Rupert Friend. Herman dirigió y adaptó el trabajo.
Herman es miembro de Producción de Cine y Televisión de la Universidad York St John, York, Inglaterra, y ha recibido Doctorados Honoríficos de la Universidad Hull y la Universidad Leeds Beckett.

## Filmografía
- See You at Wembley, Frankie Walsh (1987): una comedia basada en la boda de un fan de Hull City; ganó un premio para estudiantes de la Academia en 1987.[2]
- Unusual Ground Floor Conversion (1987)
- Blame It on the Bellboy (1992)
- Tocando el viento (1996)
- Little Voice (1998)
- Purely Belter (2000)
- Hope Springs (2003)
- El niño con el pijama de rayas (2008)